# لوكا أوتشيلو
لوكا أوتشيلو هو لاعب كرة قدم كندي في مركزي الوسط والهجوم، ولد في 17 يونيو 1997 في ماركام في كندا. شارك مع منتخب كندا تحت 18 سنة لكرة القدم. أما مع النوادي، فقد لعب مع ممفيس 901.

## وصلات خارجية
- لوكا أوتشيلو على موقع قاعدة بيانات كرة القدم.إي يو (الإنجليزية)
- لوكا أوتشيلو على موقع Soccerway.com (الإنجليزية)